# Araujia

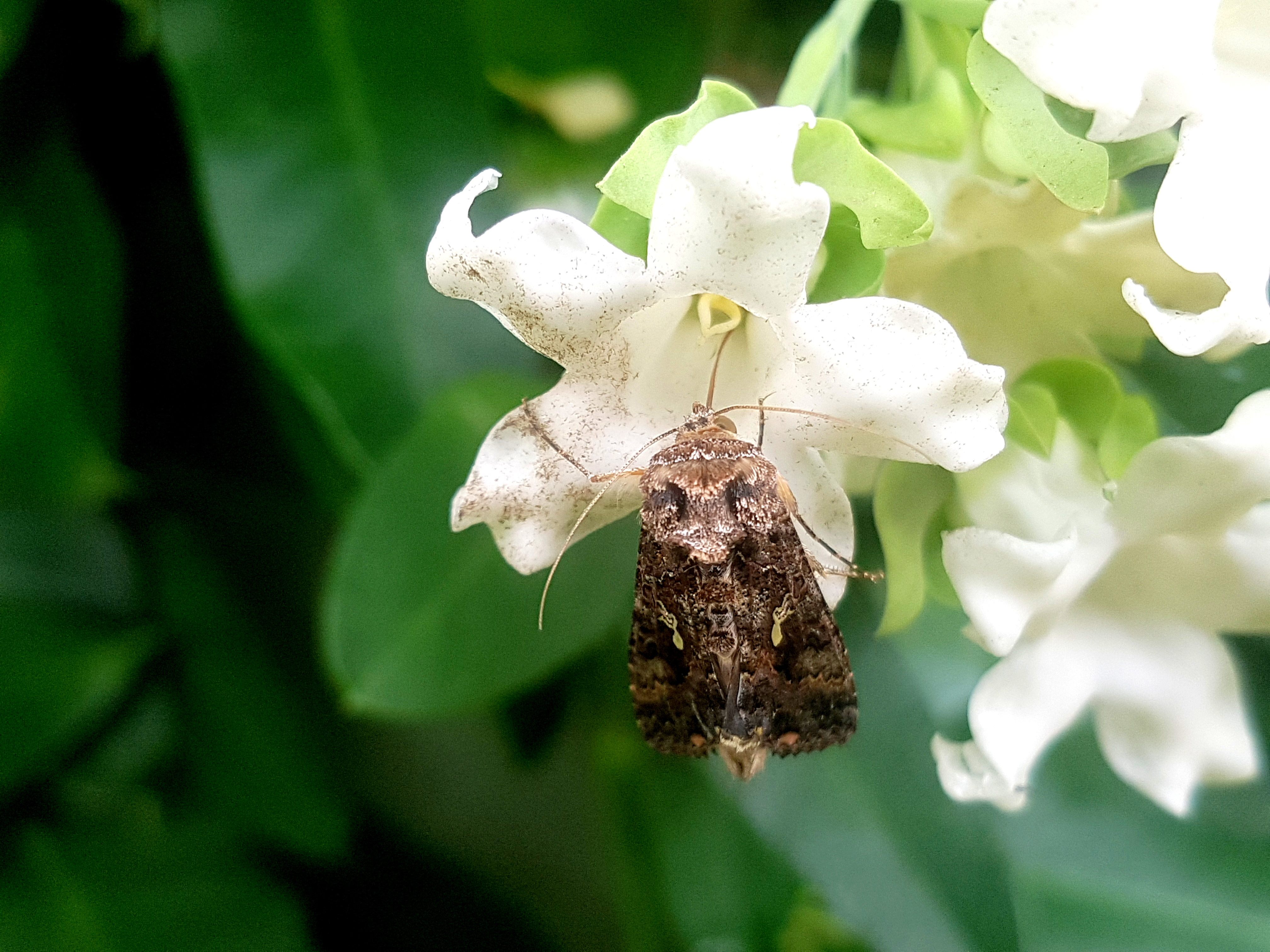
Kwiat Araujia sericifera z uwięzioną ćmą

Araujia Brot. – rodzaj roślin z rodziny toinowatych (Apocynaceae). Obejmuje 13 gatunków. Rośliny te występują w Ameryce Południowej: w Boliwii, Paragwaju, południowej Brazylii, Urugwaju i Argentynie, poza tym spotykane są na innych kontynentach jako introdukowane. W naturze rosną w suchych i wilgotnych lasach, często w miejscach zaburzonych.
Araujia sericifera jest gatunkiem uprawianym jako ozdobny, ale też łatwo dziczeje i jest uporczywym chwastem, zwłaszcza w uprawach cytrusów (także chwastem w ich uprawach jest A. odorata), w Kalifornii, na Florydzie, w Południowej Afryce, w Australii i Nowej Zelandii oraz w basenie Morza Śródziemnego. Gatunek zwany jest „okrutną rośliną” (ang. cruel plant), ponieważ jego wonne kwiaty są pułapką dla motyli nocnych (ich ssawki utykają w kwiatach). Roślina ta wykorzystywana jest także jako  roślina włóknista.

## Morfologia
PokrójDrewniejące pnącza osiągające 5–6 m wysokości. Pędy gęsto owłosione.
LiścieNaprzeciwległe, zimozielone i ogonkowe. Blaszka pojedyncza, trójkątna, strzałkowata lub jajowata, o długości 5–11 cm, od spodu gęsto owłosiona, czasem filcowato, w efekcie też kontrastująco zabarwiony spód i wierzch liści.
KwiatySkupione po 1–5 w luźne baldachy wyrastające w kątach liści. Kielich z 5 działkami zrośniętymi u nasady. Korona kwiatu długości od 5 do 20 mm, dzwonkowata lub urnowata, z płatkami do połowy lub w większej części zrośniętymi, białymi lub różowymi, czasem z rurką owłosioną. Łatki na końcu korony trójkątne, zwykle skręcone. Łatki przykrywające pręciki, wyrastające z krawędzi rurki, są wzniesione, przylegają do płatków i prętosłupa, są trójkątne lub prostokątne, krótkie, czasem na szczycie z kępką włosków. Prętosłup schowany w rurce korony. Zalążnia jest górna, dwukomorowa, z licznymi zalążkami w komorach. Słupek pojedynczy z przylegającymi doń pręcikami, na szczycie dzióbkowaty, główkowaty lub dwudzielny.
OwoceDwa mieszki długości 7,5 do 15 cm, jajowate i wygięte, z drewniejącą lub zieloną owocnią. Nasiona liczne, bez skrzydełek, z kępką włosków na końcu.

## Systematyka
Pozycja systematycznaRodzaj z podplemienia Oxypetalinae, plemienia Asclepiadeae w podrodzinie Asclepiadoideae w rodzinie toinowatych Apocynaceae.
Gatunki
- Araujia angustifolia (Hook. & Arn.) Steud.
- Araujia brachystephana (Griseb.) Fontella & Goyder
- Araujia hassleriana (Malme) Fontella & Goyder
- Araujia herzogii (Schltr.) Fontella & Goyder
- Araujia megapotamica (Spreng.) G.Don
- Araujia odorata (Hook. & Arn.) Fontella & Goyder
- Araujia plumosa Schltr.
- Araujia scalae (Hicken) Fontella & Goyder
- Araujia sericifera Brot.
- Araujia stormiana Morong
- Araujia stuckertiana (Kurtz ex Heger) Fontella & Goyder
- Araujia subhastata E.Fourn.
- Araujia variegata (Griseb.) Fontella & Goyder